# Mouvement citoyen des Aarchs
 (février 2011).
Si vous disposez d'ouvrages ou d'articles de référence ou si vous connaissez des sites web de qualité traitant du thème abordé ici, merci de compléter l'article en donnant les références utiles à sa vérifiabilité et en les liant à la section « Notes et références ».
Le Mouvement citoyen des Aarchs, ou simplement Laarach, est une organisation kabyle, née à la suite des évènements du Printemps noir de Kabylie de 2001, ayant pour but de représenter les revendications des « manifestants » au gouvernement algérien.
Leur nom, « Arouch », est le pluriel de la « Âarch », qui veut dire tribu ou clan. En 2003, les Arouch, divisé en deux tendances, font leur réapparition dans la scène politique Kabyle, se réclamant comme un mouvement représentant « tous les Algériens ».

## Idéologie
Le mouvement des 'Arouch milite pour:
- l'officialisation de la langue berbère,
- la réorganisation de l'État algérien et de ses méthodes de gouvernance,
- plus de prérogatives dans la gouvernance des régions et localités.

La plate-forme d'El-Kseur, émise le lundi 11 juin 2001 à la suite des évènements du Printemps noir de Kabylie de 2001, expose plusieurs revendications adressées au gouvernement algérien.

## Organisation
Le mouvement citoyen des Aarchs de Kabylie est une organisation horizontale, sans chef[réf. nécessaire]. Le mouvement prend ses décisions en « Conclaves », assemblées générales où sont présents les délégués des coordinations locales (communes, daïras, wilayas). Le mode de délibération de ces conclaves est le consensus.

## Politique
Le mouvement citoyen des Aarchs de Kabylie a éclaté en deux tendances principales à partir du mois d'octobre 2003.
L'une, « dialoguistes »,  est favorable à un dialogue avec le gouvernement algérien. Elle est conduite par Belaïd Abrika, Rachid Allouache, Mohamed Iguetoulene, Bezza Ben Mansour et Ali Gherbi tous proches des services secrets algériens et émet ses revendications sans substance à un niveau national. Lors des élections législatives de 2007, les dialoguistes ont constitué une liste conduite par Mohamed Iguetoulene et appuyée par Abrika, qui n'obtint aucun siège en Kabylie.
L'autre, refusant ce dialogue manipulé par Ahmed Ouyahia et les services secrets algériens. Elle est conduite par des militants politiques proches RCD et du MAK  à l'instar de  Rabah Boucetta, Hamid Maakni, Med Ouamer Hachim, Med Saidani, Med Meziani, Zahir Ben Khellat ,Samir Rabhi...
il faut aussi ajouter les personnalités les plus importantes parmi les délégués non dialoguistes à savoir Issadi-Djebra-Boubchir-merkitou-saidoun.